# Karl Gerland

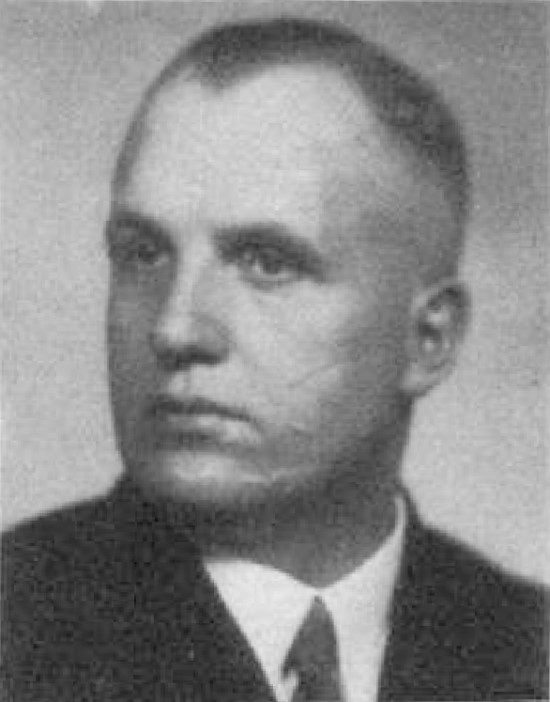
Karl Gerland.

Karl Gerland (n. 14 iulie 1905, Gottsbüren - d. 21 aprilie 1945, Frankfurt pe Odra) a fost gauleiter-ul Partidului Muncitoresc German Național-Socialist (NSDAP) în Kurhessen și un conducător al SS-ului.

## Biografie
În perioada 1923 - 1925 a studiat construcția uneltelor la  Universitatea Tehnică din Hanovra și  a muncit în anii 1928 -  1930 în diverse uzine.
În 1929 a aderat la NSDAP cu numărul de membru 176.572 activând ca conducător al districtului Hofgeismar. Din ianuarie 1932 a fost mai întâi locțiitorul  șefului de propagandă în provincia respectivă iar din iulie 1932 singur responsabil pentru aceste activități. Din 1933 a condus biroul regional din Kurhessen al Ministerului de Propagandă făcând parte încă din oct. 1934 până-n 1938 din staful locțiitorului Führer-ului   Rudolf Heß. Acolo era responsabil pentru domeniul "raporturi". În perioda 1935 -1939, a condus "oficiul pentru oaspeții de onoare ai zilelor partidului".
Din 29 martie 1936 a făcut parte din Reichstag iar din 1 iunie 1938 până în 1941 a fost locțiitorul gauleiter-ului din Niederdonau
(azi: landul austriac Niederösterreich ).
În SS a intrat Gerland în 1937 (nr. de membru 293.003) cu rangul unui "Hauptsturmführer". A avansat pe data de 1 aug. 1944 la rangul de "Gruppenführer" în cadrul SS-ului.
Din noiembrie 1943 a preluat de fapt prerogativele gauleiter-ului din Kurhessen Karl Weinrich primind funcția acestuia în mod oficial  pe 13 decembrie 1944. Din iulie 1944 până la finele războiului a fost președintele suprem al provinciei Kurhessen. A căzut în luptele din orașul Frankfurt pe Odra, pe data de 21 aprilie 1945.
Literatură:
- Klaus D. Patzwall: Das Goldene Parteiabzeichen und seine Verleihungen ehrenhalber 1934-1944. Patzwall, Norderstedt 2004, ISBN 3-931533-50-6.
- Erich Stockhorst: 5000 Köpfe - Wer war was im Dritten Reich.  Arndt, Kiel 2000, ISBN 3-88741-116-1
- Ernst Klee: Das Personenlexikon zum Dritten Reich.  2. Aufl., Fischer-Taschenbuch-Verlag, Frankfurt/Main 2007, ISBN 978-3-596-16048-8.